# Labeo chrysophekadion

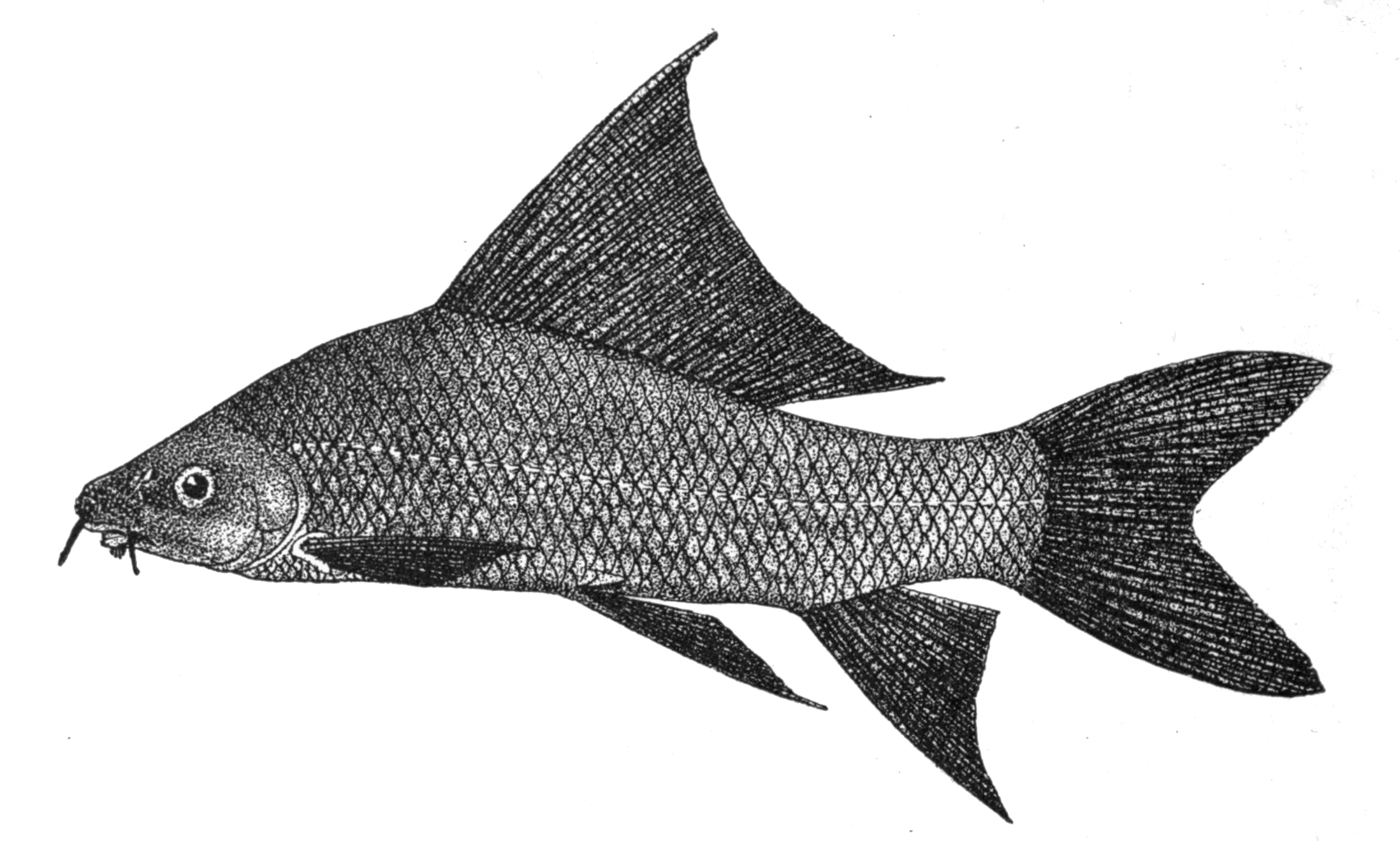
Esemplare adulto

Labeo chrysophekadion (Bleeker, 1849) è un pesce d'acqua dolce appartenente alla famiglia Cyprinidae.

## Distribuzione e habitat
Proviene dal Sud-Est Asiatico, in particolare dai fiumi che attraversano Borneo, Thailandia, Sumatra, Giava e Malaysia.

## Descrizione
Presenta un corpo abbastanza allungato, leggermente compresso sull'addome, di una lunghezza massima di 90 cm.
I giovani sono più chiari degli adulti, tendono infatti al grigio e hanno le scaglie macchiate di rosso o giallo scuro, mentre i secondi sono solitamente neri. Le pinne sono ampie, dello stesso colore del corpo, e la pinna dorsale ha una forma triangolare. La pinna caudale è biforcuta. Il dimorfismo sessuale non è particolarmente marcato, ma nelle femmine si può notare, durante il periodo riproduttivo, l'addome rigonfio a causa delle uova.

## Biologia

### Comportamento
Nuota in piccoli banchi, solitamente di tre esemplari, ed è in genere una specie pacifica.

### Alimentazione
È una specie prevalentemente erbivora, anche se si nutre pure di insetti e pesci più piccoli.

### Riproduzione
È oviparo e la fecondazione è esterna. Non ci sono cure nei confronti delle uova, che vengono abbandonate poco dopo la deposizione.

## Acquariofilia
È una specie difficile da riprodurre in acquario, e raggiunge dimensioni abbastanza elevate; nonostante ciò a volte può essere trovato negli acquari.